# Fernando Navarro
Fernando Navarro Corbacho (født 25. juni 1982 i Barcelona, Spanien) er en spansk fodboldspiller, der spiller som venstre back hos La Liga-klubben Deportivo La Coruña.
Tidligere har Navarro spillet en årrække hos FC Barcelona i sin fødeby, hvor han dog hovedsageligt var tilknyttet klubbens reservehold. Under sit ophold i Barcelona var han også udlejet til både Albacete og RCD Mallorca. Sidenhen har han også spillet for Sevilla FC.
Navarro var i 2006 med til at blive spansk mester med FC Barcelona.

## Landshold
Navarro står (pr. april 2018) noteret for to kampe for Spaniens landshold, som han debuterede for den 4. juni 2008 i en venskabskamp mod USA. Efterfølgende blev han af landstræner Luis Aragonés udtaget til EM i 2008. Her var han med til at sikre spanierne europamesterskabet, selvom han dog kun opnåede spilletid i den indledende gruppekamp mod Grækenland.

## Titler
La Liga
- 2006 med FC Barcelona

EM
- 2008 med Spanien